# Francis Davis Millet
Francis (Frank) Davis Millet (Mattapoisett, Massachusetts, 3 de noviembre de 1846 - Atlántico norte, 15 de abril de 1912) fue un pintor, ilustrador-decorador, escultor y reportero estadounidense muy reconocido por sus litografías y cuadros de estilo neoclásico, retratos, escenas costumbristas y cuadros historicistas. Falleció en el hundimiento del RMS Titanic.

## Biografía
Francis Davis Millet nació en Mattapoisett, Massachusetts, en 1846. Su padre era cirujano del ejército y acompañó a su padre durante la guerra civil estadounidense como tambor del regimiento donde trabajaba su progenitor, además aprendió los rudimentos de la medicina traumatológica sin llegar a ser médico. Antes que la medicina, Millet desde pequeño prefirió convertirse en artista ingresando a la Real Academia de Bellas Artes en Bruselas, Bélgica, donde al momento de ingresar ganó varios reconocimientos por sus retratos a mano alzada y sus dibujos a carboncillo. Para poder ganarse la vida se ofreció a distintos periódicos estadounidenses e ingleses donde trabajaba como ilustrador de escenas que él mismo dibujaba en vivo; de este modo, estuvo en la Guerra ruso-turca (1877-1878) donde además cooperó con la asistencia de heridos por lo que ganó condecoraciones por su valentía del gobierno de Rumanía y Rusia. En sus finos cuadros predominó casi siempre la figura femenina pintada en estilo realista clásico.
Fue amigo personal de Mark Twain.
En Estados Unidos, Millet adquirió fama al decorar la Casa de Aduanas de Boston y el Capitolio de Wisconsin en Minnesota. Fue director de decoración en la construcción del recinto de la Exposición Mundial Colombina de 1893. Durante la exposición, fue director de funciones y ceremonias, relaciones públicas y encargado de la publicidad.
Fue amigo personal del presidente William Taft y de su ayudante de campo, el mayor Archibald Butt.
En marzo de 1912, por sugerencia del mismo Millet y bajo la anuencia de Taft, acompañó al mayor Butt a un viaje por Europa para que este último recuperase su salud. Viajaron juntos por París, Nápoles, Roma y en abril de ese año se separaron temporalmente para Millet viajar a Francia, mientras que Butt lo hacía a Berlín y Southampton.
Millet adquirió un boleto (nº13509) en Primera Clase en el nuevo RMS Titanic que recaló en Cherburgo, Francia, en la anochecida del 10 de abril donde se reunió nuevamente con Butt. Millet ocupó el camarote E-38.
Millet durante el viaje escribió una carta que alcanzó a ser despachada en Queenstown, en que criticaba incisivamente a los pasajeros de primera clase....

"Hay en el barco, un sinfín de mujeres odiosas, americanos ostentosos que infestan el barco por todas partes y muchas de ellas (las mujeres) andan con sus mascotas y sus maridos que parecen de plomo y mascotas....

El 14 de abril, a las 23:38 el Titanic chocó con un iceberg y se hundió el 15 de abril a las 2:20 causando 1.500 muertos, entre ellos, Millet. Su cuerpo fue el n.º 249 en ser recuperado por el CS Mackay-Bennett. Sus restos fueron inhumados en el cementerio de East Bridgewater, Massachusetts.

## Galería

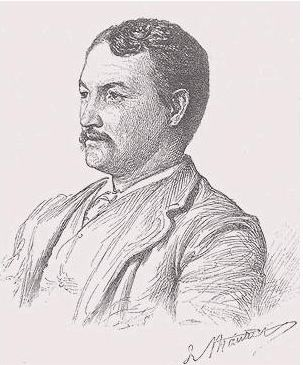
Retrato de Francis Davis Millet, por George du Maurier (Harper's New Monthly Magazine, junio de 1889).
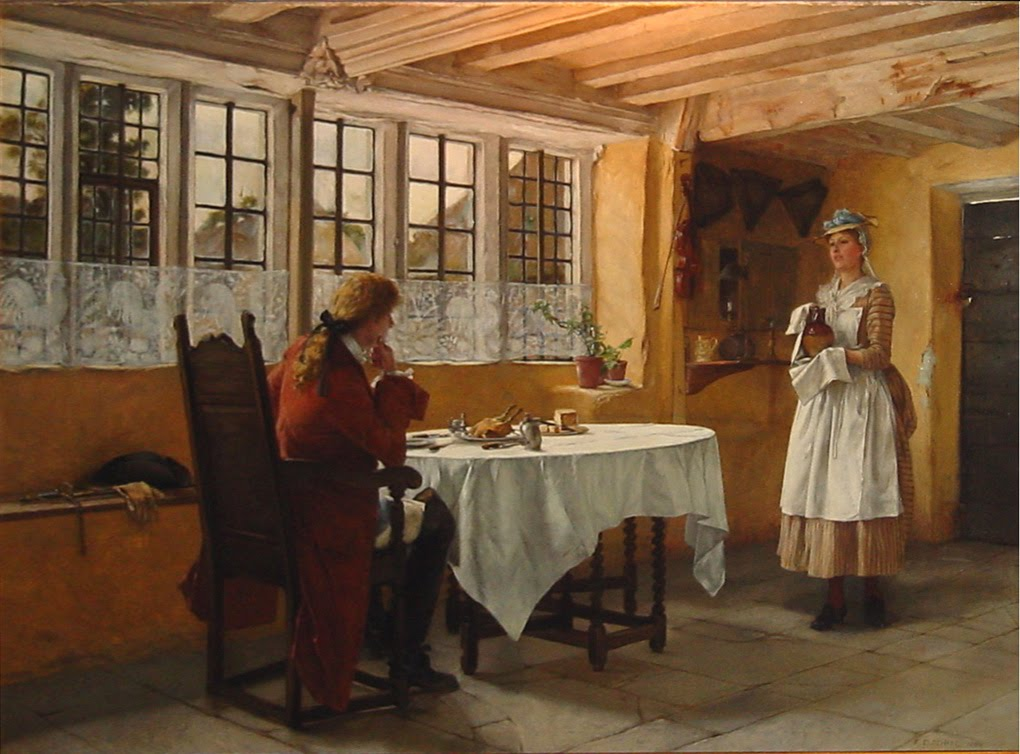
En la posada, realizada por Millet en 1884.
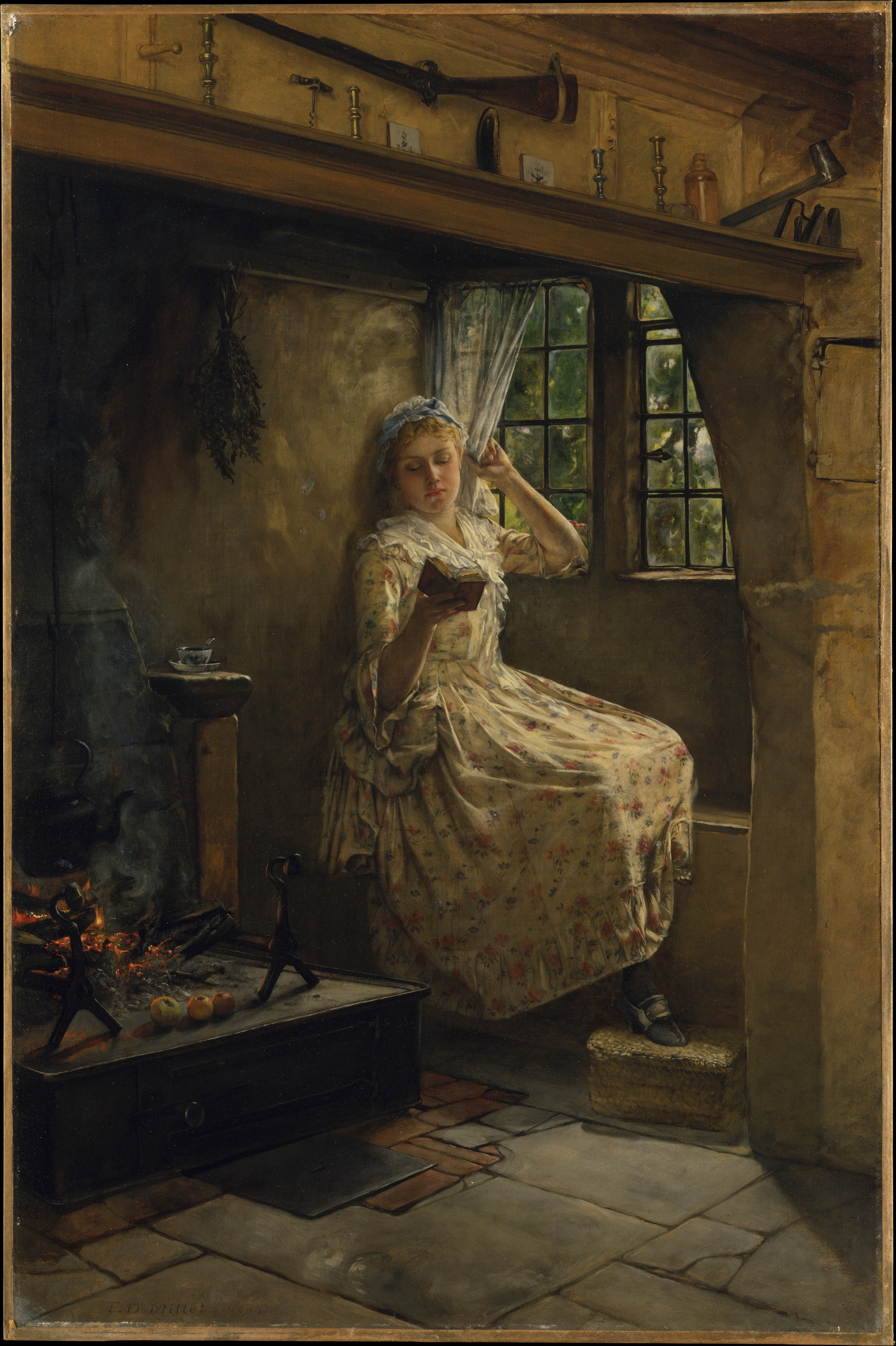
El rincón de Cosey, 1884. Expuesto en el Museo de Arte Metropolitano, Nueva York.
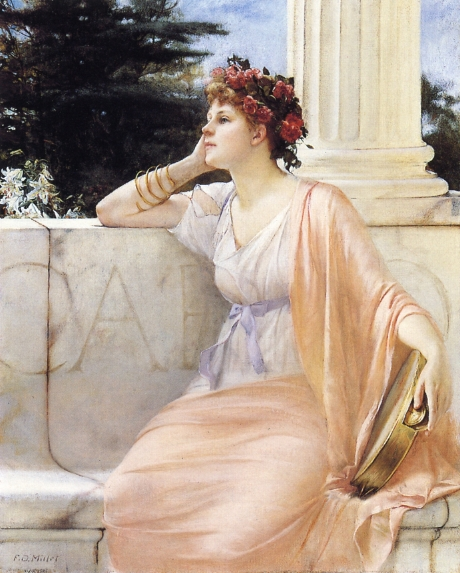
Después del Festival, 1887.
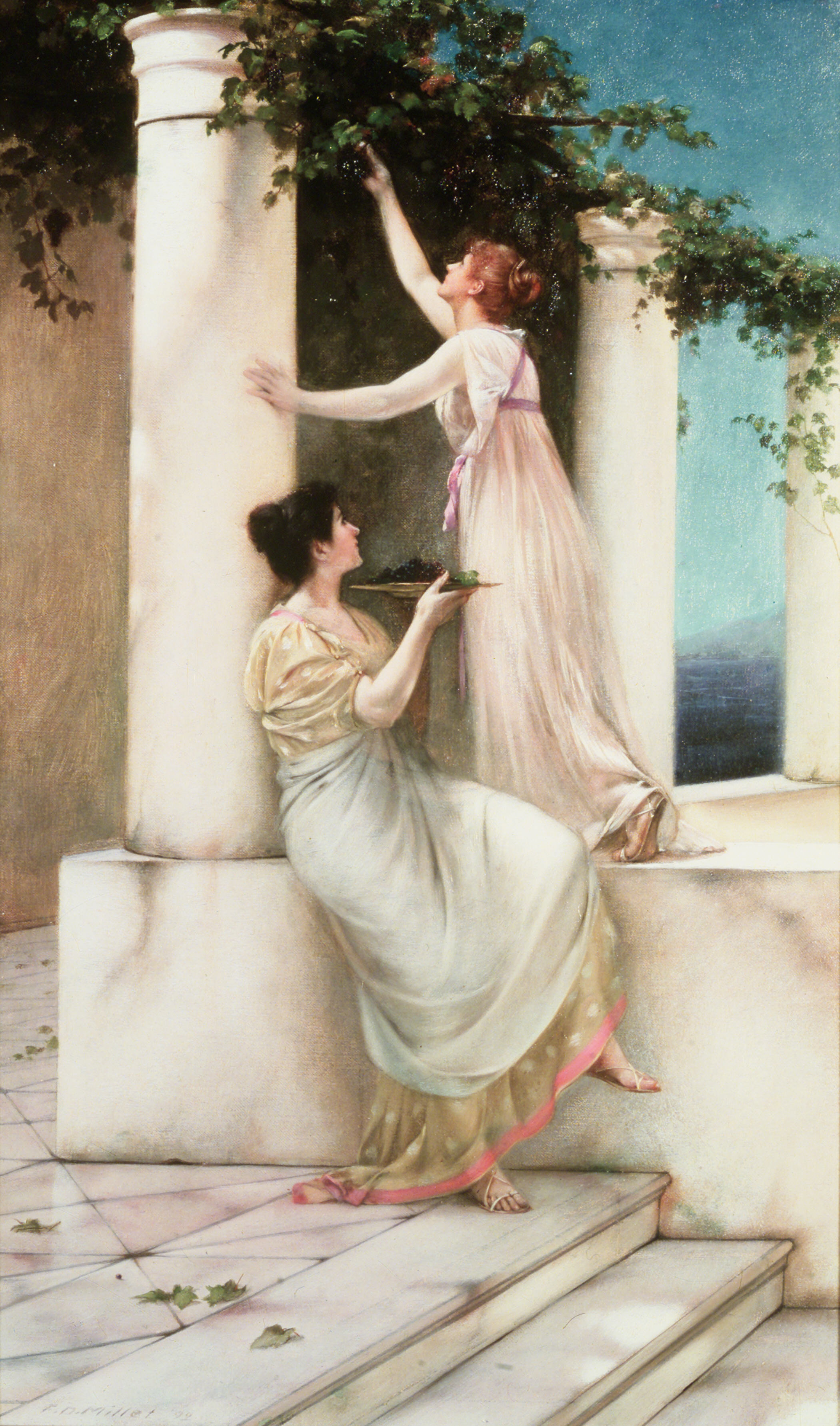
Idilio de otoño, 1892. Expuesto en el Museo Brooklyn.
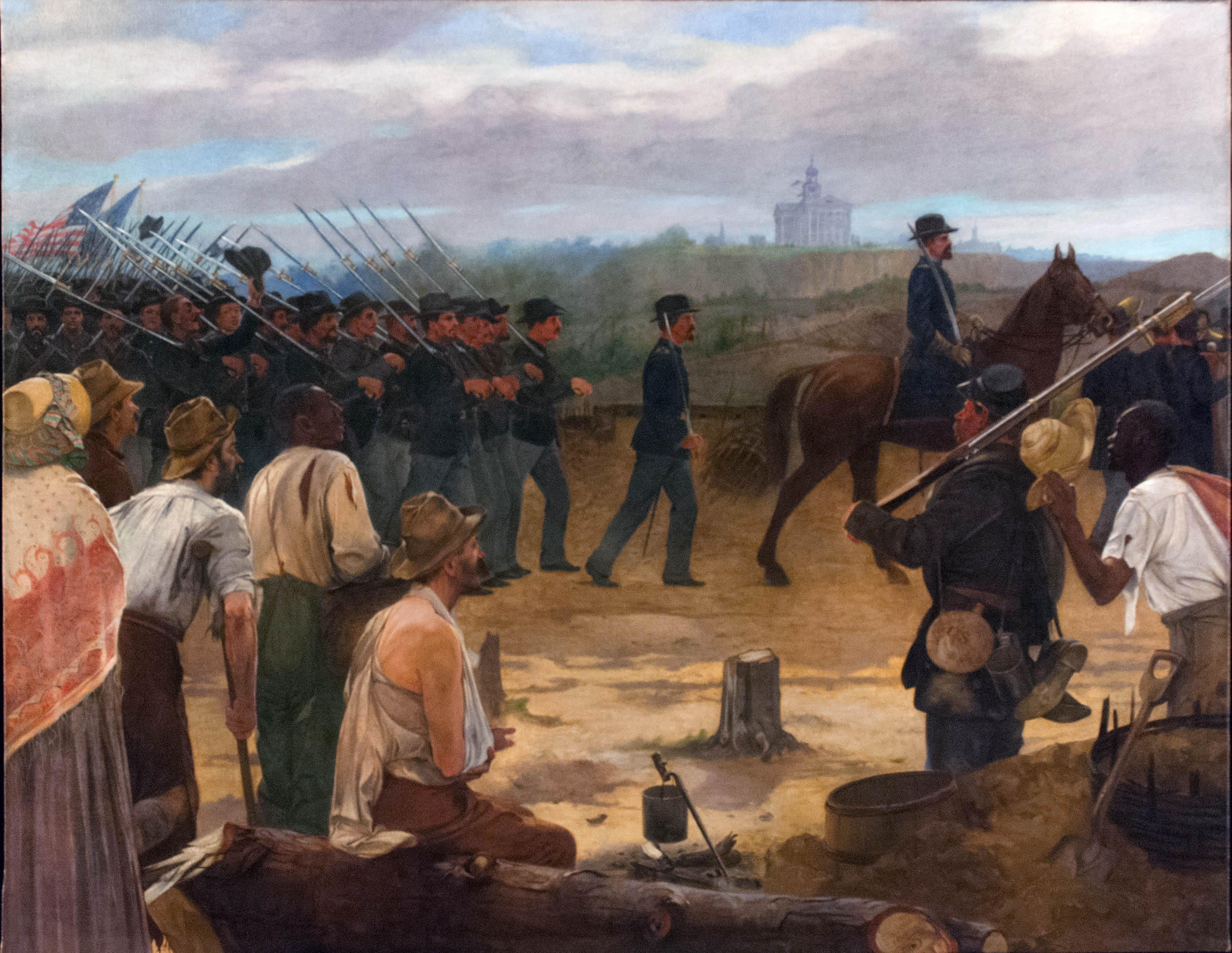
Entrada del Cuarto Regimiento de Infantería en Vicksburg, 1904.